# 印度海岸警衛隊
印度海岸警衛隊（ICG），印度四個武裝部隊的其中之一，其使命是守衛印度共和國的海上利益。印度海岸警衛隊的組織類似於其他的印度武裝部隊。它按海岸警衛隊法創建於1978年8月18日成為一個獨立的單位。它的工作由國防部指揮。
印度海岸警衛隊的任務是保護印度的海上利益，包括它的海岸線，專屬經濟區和航運。它還負責與印度的海上有關海洋的資源，航運，海關和稅務，海洋環境，保護物種以及毒品的執法。
海岸警衛隊與印度海軍 ，印度漁業部，稅務部（海關）和中央和國家警察部隊密切合作。印度海岸警衛隊通常是由一名海軍中將指揮。

## 歷史
設立印度海岸警衛隊的構想最早是為了提供印度海軍非軍事全國航運服務在20世紀60年代，海上走私的貨物，威脅印度的國內經濟。印度海關總署在反走私工作經常呼籲印度海軍的援助，巡邏和攔截。
在納格喬杜委員會中，印度海軍和印度空軍共同研究這個問題。在1971年8月，該委員會確定需要為了巡邏印度廣闊的海岸線，漁船登記，以便查明非法活動，需要有一個有軍力足夠，裝備精良的部隊，來堵截非法船隻。該委員會還研究了提供這些單位所需設備的性質，設施和人員數目
到1973年，印度已開始了計劃收購設備和招募人員，從印度海軍對這些打擊走私和執法任務，並制定維護國內安全法。印度海軍感覺到這些工作偏離其軍事性質的任務。於1974年8月31日，從海軍參謀長到當時的國防部長提交了一份說明給內閣秘書概述海岸警衛隊成立的必要。
在1974年9月，該委員會決議成立個有別於印度海軍和海關部門審查的單位，兼具安全和執法的角色， 並介於印度海軍和中央國家警察部隊。孟買高級石油提煉廠進一步強調，需要有一個海上執法和保護服務。委員會提交了建議，成為國防部於1975年7月31日建立印度海岸警衛隊的依據。在官僚鬥爭後，與內閣秘書提出建議，其隸屬民政事務部地方單位之下。幸運的是，總理英迪拉甘地推翻的內閣秘書的決議，才決定由國防部指揮
1977年2月1日一個臨時印度海岸警衛隊誕生並從印度海軍配備了兩個小的護衛艦和委派5個巡邏艇 。在1978年8月18日它的職責和職能被正式由海岸警衛隊法規定，並在通過的次日生效。印度海軍的卡馬斯中將弗吉尼亞擔任首任指揮官。卡馬斯中將提出計劃，規劃從1984年印度海岸警衛隊發展成主要的武裝力量充分發揮潛力，但這一計劃由於資源短缺並沒有實現
印度海岸警衛隊會和世界其他的海岸護衛隊進行演習。2006年，印度海岸警衛隊進行演習，是和日本與韓國同行。2005年5月，印度海岸警衛隊同意設立與巴基斯坦海岸警衛隊成立聯繫處，正式名稱為海上保安廳 。
該單位重大的歷史性成就包括首次在公海奪回了盜版船艦-彩虹計畫 。2008年孟買恐怖攻擊後，印度政府已啟動了一項計劃，擴大印度海岸警衛隊的力量、預算和基礎設施。

## 組織結構
| 海岸警衛隊階級                                    | 印度海軍相應階級 |
| ------------------------------------------------- | ---------------- |
| 總監（Director-General）                          | 中將             |
| 總督察（Inspector-General）                       | 少將             |
| 副總督察（Deputy Inspector-General）              | 准將             |
| 指揮官（Commandant）                              | 上校             |
| 初級指揮官（Commandant (Junior Grade)）           | 中校             |
| 副指揮官（Deputy Commandant）                     | 少校             |
| 2年制助理指揮官（Assistant Commandant (2 Years)） | 上尉             |
| 助理指揮官（Assistant Commandant）                | 中尉             |

## 組織
印度海岸警衛隊分為三個行動區：西部地區總部設在孟買 ，東部地區總部設在欽奈和安達曼和尼科巴地區，總部設在布萊爾港 。該部隊有5440人員，包括633文官。
印度海岸警衛隊的領導，由海岸警衛隊的總司令指揮，通常是委託' 海軍中將擔任。現任警衛隊總司令是海軍中將阿尼爾喬普拉(AVSM)，每個行動區由一名監察長（IG）或副總檢察長(DIG)來指揮。IG和DIG海岸警衛隊人員往往委任印度國防大學的畢業生。
每個行動區可再分為多個分區，通常包括一個國家的海岸線或聯盟的領土 。

### 基礎
印度海岸警衛隊的運作：
- 29個海岸警衛隊監測站[2]
- 2 個空軍基地
- 空軍機場在果阿，加爾各答和布萊爾港 。

## 外部連結
- 海岸警備隊官方網站
- 印度海岸警衛隊@印度國防部長 （页面存档备份，存于）
- 印度Rakshak頁海岸警衛隊
- 國防部（页面存档备份，存于）
- AeroFlight
- 國際救生聯合會
- 印度海岸警衛隊的眼睛大規模擴展 （页面存档备份，存于）
- 印度海岸警衛隊在Youtube上的视频 （页面存档备份，存于）